# Покољ младенаца витлејемских
Покољ младенаца витлејемских је догађај из јеванђеља по Матеји у којом је краљ Ирод Велики наредио убиство мушке деце у Витлејему како би избегао губитак престола од новорођеног краља Јевреја (Исуса Христа) чије су рођење наговестили магији. Модерни историчари поричу да се овај догађај десио, јер оновремени хроничари не бележе овакав значајан догађај.
Српска православна црква слави их 29. децембра по црквеном, а 11. јануара по грегоријанском календару.